# Ornativalva plutelliformis
Ornativalve plutelliforme
Espèce
Ornativalva plutelliformis, l’Ornitovalve plutelliforme, est une espèce de microlépidoptères de la famille des Gelechiidae et du genre Ornitovalva. 

## Biologie
La chenille s'observe dans le feuillage de ses plantes-hôtes (Tamarix gallica et Tamarix canariensis) en automne. Il existe une autre espèce du genre à se développer sur des tamaris, il s'agit d’Ornativalva pseudotamariciella.

## Écologie
L'espèce n'est connue que des littoraux.

## Répartition
Europe méridionale, Iles Canaries, Afrique du Nord, Proche-Orient, Égypte, Arabie Saoudite, à l'est atteint le Pakistan.

## Systématique
Le nom valide complet (avec auteur) de ce taxon est Ornativalva plutelliformis (Staudinger, 1859).
L'espèce a été initialement classée dans le genre Gelechia sous le protonyme Gelechia plutelliformis Staudinger, 1859.
Ce taxon porte en français les noms vernaculaires ou normalisés suivants : Ornitovalve plutelliforme.
Ornativalva plutelliformis a pour synonymes :
- Alucita olbiaella Millière, 1861
- Gelechia plutelliformis Staudinger, 1859
- Gelechia sinuatella Walsingham, 1904
- Hypsolophus siewersiellus Christoph, 1867